# 원추각막

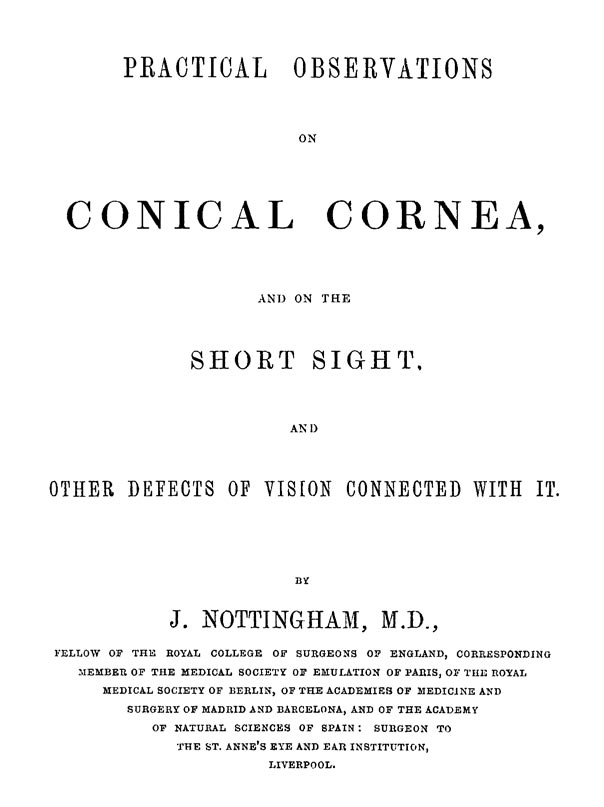
Practical observations on conical cornea(원추형 각막에 대한 실제적 관찰),John Nottingham(1854)

원추각막(圓錐角膜, keratoconus)이란, 각막에 발생하는 비염증성질환으로 각막이 얇아지고 중심부가 원뿔 모양으로 솟아오르는 증상을 말한다. 영문명인 keratoconus는 그리스어로 각막을 나타내는 kerato와 원뿔을 나타내는 conus의 합성어이다.
원추각막 증상이 나타나면 사물의 모습이 변형되어 보이거나 여러 개로 보이며 눈부심이 나타나기도 한다. 비교적 드물게 나타나는 증상이지만 각막변형을 일으키는 증상들 중에서는 가장 흔하며, 전 인종에 걸쳐 대략 1000명 중 1명 꼴로 나타나고 있다. 사춘기에 나타나는 경우가 많으며 2~30대에 증상이 가장 심해진다.
원추각막은 아직 불확실한 부분이 많은 질병으로, 원인을 알 수 없고 경과가 다양해 이후 병세를 예측하기가 어렵다. 또한 양쪽 눈에 시각적으로 왜곡이 발생하여 운전 등 환자의 행동에 지장을 유발할 수 있다. 하지만 실명에까지는 이르지 않으며 대부분의 경우 알맞은 렌즈를 착용함으로써 운전이나 기타 일생상활을 별다른 지장 없이 영위할 수 있다. 국제질병분류 제10판(ICD10)은 원추각막을 H186, 제9판(ICD9)는 371.6('기타 각막염')으로 분류하고 있다.

## 역사
1748년 독일의 안과의사 마우카르트(Mauchart, B.D.)가 박사학위 논문에서 staphyloma diaphanum이라는 이름으로 원추각막의 사례를 들었으며, 이후 1854년에 영국의 내과의사 노팅엄(Nottingham, J.)이 각막확장증의 한 종류로서 원추각막에 대해 기록함으로써 정식으로 원추각막이라는 질환에 대한 개념이 정립되었다. 노팅엄은 이 저서에서 본인이 발견한 '원추형태의 각막'이라는 병례를 소개하며 부정시(양쪽 눈의 시력이 달라 사물이 둘 이상으로 보이는 현상), 각막의 얇아짐, 교정용 렌즈 선택시의 어려움 등과 같은 원추각막의 고전적 특징에 대해 기술하였다.
1859년 영국의 외과의사 보먼(Bowman, W.)은 원추각막 진단에 당시 독일의 내과의사 겸 물리학자 헬름홀츠(Helmholtz, H.L.F.)가 갓 개발한 검안경을 사용하였으며, 어떤 각도에서 검안경을 비추어야 각막의 원추형태를 가장 잘 관찰할 수 있는가에 대해 설명하였다. 또한 보먼은 미세한 갈고리 모양의 바늘을 이용해 홍채를 잡아당겨 동공을 고양이의 동공처럼 세로방향으로 긴 타원형으로 변형시켜 시력을 회복시키는 방법 역시 시도하였으며, 이 방법을 통해 어떤 18세 여자 환자는 20 cm 거리에서 손가락의 개수를 세지 못하던 상태에서 시력회복을 이루어냈다고 한다.
1869년 스위스의 안과의사 요한 호르넬은 '원추각막의 치료에 대하여'란 제목의 논문을 집필하였으며, 이 때부터 지금의 병명을 사용하기 시작하였다. 당시의 치료법은 독일의 안과의사 그레페(Gräfe, A.)가 제창한 방법으로, 질산은으로 각막을 연소시킨 뒤 축동제와 압박붕대를 사용하여 물리적으로 각막형태를 만들어 내는 방법이었다. 이후 컨텍트렌즈가 탄생하자 1888년부터 즉시 이를 원추각막 치료에 사용하기 시작하였으며, 이때 프랑스의 안과의사 칼(Kalt, E.)은 유리로 만든 하드렌즈를 이용해 각막을 압박하여 시력을 회복시키는 방법을 사용하였다. 이후 20세기에 접어들면서 원추각막에 대한 연구는 질환 자체에 대한 이해와 치료방법의 다양화라는 두 분야 모두에서 진전을 이루기 시작하였다.